# أولوس (صحيفة)
أولوس (بالتركية: Ulus) هي صحيفة تركية صدرت بين عامي 1934 و1971 في أنقرة ، تركيا، مع بعض الانقطاعات.

## تاريخ

### البداية
تأسست أولوس في 29 نوفمبر 1934 خلفًا الحكومة الوطنية . كانت مملوكة لحزب الشعب الجمهوري. بعد هزيمة الحزب في انتخابات عام 1950، قرر الحزب الحاكم الجديد، الحزب الديمقراطي، مصادرة جميع الممتلكات المملوكة لحزب الشعب الجمهوري على أساس أن الممتلكات قد تم الحصول عليها خلال نظام الحزب الواحد (الفترة بين عامي 1923-1945). وفي 17 كانون الأول (ديسمبر) 1953، تمت مصادرة البنية التحتية للصحيفة من المبنى ومعدات النشر وأغلقت الصحيفة. 